# 博阿诺岛
博阿诺岛（印尼语：Pulau Boano）属于印度尼西亚马鲁古省西斯兰县，位于斯兰岛西端的Hoamoal半岛北部海岸，隔博阿诺海峡（英语：Boano Strait）与之相望。居民说博阿诺语、鲁胡语，也说印尼语和安汶马来语。
Pua岛，最高点403米，靠近博阿诺岛的西北端。

## 资料来源
1. ↑  .   [2017-04-10]. （原始内容存档于2014-02-26）.
2. ↑  Pub164, 2004 Sailing Directions (Enroute): New Guinea

2°59′S 127°55′E / 2.983°S 127.917°E